# 佩利尼夫卡
48°32′31″N 28°16′39″E / 48.54194°N 28.27750°E
佩利尼夫卡（烏克蘭語：Пелинівка）是位於烏克蘭西南部的村莊，由文尼察州裡莫希利夫-波季利斯基区的切爾尼夫齊市鎮負責管轄。該村始建於1500年，面積1.1平方公里，海拔高度221米，2001年人口338，人口密度每平方公里305.88人。